# Luia (Fluss)
Der Luia ist ein Nebenfluss des Sambesi in Mosambik.

## Verlauf
Der Fluss entspringt 35 km südöstlich des Dreiländerecks mit Malawi und Sambia. Er fließt direkt auf das Ländereck zu, vollzieht allerdings 1,5 km vor der Grenze zu Sambia einen Bogen und fließt zurück in südwestliche Richtung. Nach weiteren knapp 100 km ändert er erneut seinen Verlauf in Richtung Westen, um nach weiteren 20 km scharf nach Süden abzuknicken. Hier nimmt er die beiden Nebenflüsse Vuboe und Muangadeze von Norden auf. Er fließt 100 km weiter nach Süden und mündet schließlich 20 km unterhalb der Cahora-Bassa-Talsperre in den Sambesi. Kurz vor der Mündung nimmt er noch den von Osten kommenden Cherize und seinen größten Nebenfluss, den von Nordwesten kommenden Capoche, auf.

## Hydrologie
Die Abflussmenge des Flusses wurde an der Mündung in m³/s gemessen (Werte aus Diagramm abgelesen).